# 鹿児島情報高等学校
鹿児島情報高等学校（かごしまじょうほうこうとうがっこう 英語: Kagoshima Jōhō High School）は、鹿児島県鹿児島市谷山中央二丁目にある私立の高等学校である。略称は『鹿情報』、『情報』。通称として旧校名である『電波』、『電子』とも呼称されることがある。設置者は学校法人原田学園。
e-プレップ科は2004年度（平成16年度）から2006年度（平成18年）まで文部科学省のSELHi（スーパー・イングリッシュ・ランゲージ・ハイスクール）事業に指定されていた。

## 概要
情報系高校としては、全国で3校目に設置され、私立では国内初の情報高等学校である。1960年（昭和35年）開校当時は鹿児島電波工業高等学校であり、その後1963年（昭和38年）に鹿児島電子工業高等学校となり、1991年（平成3年）に現在の名称である鹿児島情報高等学校となった。また設置者である学校法人原田学園の本部も校内に所在している。
応用情報技術者試験（旧ソフトウェア開発技術者試験）をはじめとした資格取得を重視し、コンピュータ教育に特に力を入れる。また近年では大学進学に力を入れるため、2004年（平成16年）にe-プレップ科、2005年（平成17年度）には普通科、プレップ科の創設など、普通科系の学科の創設を行った。それに伴い、二学期に行われていた文化祭を一学期に移行するなど、行事を見直している。
主に生徒は鹿児島市の谷山地区の中学校を中心として、その他の地域にスクールバスが複数コースにて運行されることにより薩摩川内市、日置市、指宿市、南さつま市、姶良郡及び霧島市方面といった地区の中学校や、大隅半島及び、離島から入学してくる生徒もいる。
スクールバスの走らない地域は、JR谷山駅や谷山電停が至近にあるため、電車を利用する。離島出身者は最新設備の整った寮で生活する。又は鹿児島市内で下宿している生徒もいる。垂水市や鹿屋市在住の生徒は、毎朝、鹿児島港、鴨池港から出航している、桜島フェリーや垂水フェリーを利用して通学する生徒もいる。

## 沿革

### 略歴
1955年に原田幸孝が南九州無線通信電話専門学校（のちの鹿児島工業短期大学）を設立し、同年10月28日には、各種学校として認可された。1959年に学校法人原田学園が認可される。翌年1960年には当校の前身となる鹿児島電波工業高等学校を設立。電気通信科を開設し、翌年には電気科を増設した。
1963年には鹿児島電波工業高等学校を鹿児島電子工業高等学校と改名し、機械科を増設し、電気通信科を電子科と改めた。1968年に自動車科を設置し、1970年に情報技術科を増設。1986年に電子機械科を増設し、機械科の募集を停止した。
1991年に現在の鹿児島情報高等学校の電子科・情報技術科に特進として、それぞれの科でトップ成績の生徒を集めたクラスがあり目標とする資格取得が定められた。 

1993年には、必要条件（準学士）を取得した電子科・電気科を先に改変(将来像)た。無線通信や無線技術が初心になった。この年に電子科は情報電子科・電気科は情報電気科に再編する事になった。情報技術科、電子機械科、自動車科は、それぞれの科のシステムは維持された。
1998年に医療福祉科を設置。自動車科を自動車工学科とし電子機械科をロボット工学科と改めた。情報技術科等を改変して情報システム科等を設置した。
2001年にはマルチメディア科を増設し、2004年にはe-プレップ科を増設し、当校初の普通科系学科が設置された。
2005年には情報電子科とロボット工学科を合併し、メカトロニクス科に再編し、プレップ科（普通科系特進）と普通科を設置し、2008年には専攻科として2年課程の自動車専攻科（2級自動車整備士養成学科）が設置された。

### 年表
- 1960年（昭和35年）4月1日 - 鹿児島電波工業高等学校として開校[3]。
- 1961年（昭和36年）4月1日 - 電気科を設置する。
- 1963年（昭和38年）4月1日 - 鹿児島電子工業高等学校に改称[3]。
- 1968年（昭和43年）4月1日 - 自動車科を設置する。
- 1986年（昭和61年）4月1日 - 電子機械科設置。
- 1991年（平成3年）4月1日 - 鹿児島情報高等学校に改称。
- 2000年（平成12年）10月28日 - 新校舎落成。
- 2008年（平成20年）4月1日 - 専攻科として自動車専攻科（2級自動車整備士養成学科）が設置される[4]。
- 2017年（平成29年）4月25日 - 生徒の氏名・住所・電話番号・奨学金の貸与状況などの個人情報1355人分が学校外部に流出し、インターネットサイトに掲載されていたことが判明した。[5]。

## 学科
学科はすべて全日制であり、普通科系3学科、工業系3学科（情報システム科については特進コース及びシステムコースが設置されている）、商業系1学科、専攻科が1学科設置されている。

### 普通科系
- e-プレップ科
- プレップ科
- 普通科

### 工業系
- マルチメディア科 - 2001年（平成13年）に創設される。[6]
- 情報システム科
  - 情報系特進コース
  - 情報システムコース
- 自動車工学科 - 2年修了時に3級自動車整備士試験（シャシ・ジーゼル・ガソリン）を実技試験免除にて受験ができる。
- メカトロニクス科

### 商業系
- 情報処理科

### 専攻科
2008年新設。専攻科修了時に2級自動車整備士試験を実技試験免除にて受験できる。
- 2級自動車整備士養成学科

## 廃止もしくは学科再編された学科
- ロボット工学科 [7]
- 情報電子科学科 [8]
- 情報電子科学科マルチメディアコース [9]

## 部活動・同好会
部活動においては吹奏楽部が全日本吹奏楽コンクール全国大会へ九州代表校として出場、2年連続で銀賞を受賞し 、2010年10月31日に行われた第58回全日本吹奏楽コンクールでは金賞を受賞し、2011年は三出制度（「全日本吹奏楽コンクール#規定」を参照）により出場できず、2012年11月1日に行われた第60回全日本吹奏楽コンクールでは第58回大会に続き金賞を受賞した。。指揮は福岡工業大学附属城東高等学校で数多く全国大会出場を果たしている屋比久勲（やびくいさお）が担当していた。
近年では、2022年・2023年に第67回九州吹奏楽コンクール、第68回九州吹奏楽コンクールに出場するなど実績を伸ばしている。
また、柔道部は団体としては2011年の全国高等学校総合体育大会の九州大会において準優勝し
、個人では2011年世界ジュニア柔道選手権大会において竪山将が66kg以下級において金メダルを獲得した。

### スポーツ系
- 柔道部
- 弓道部
- 剣道部
- ソフトテニス部
- 野球部
- サッカー部
- 陸上競技部
- 男女バレーボール部
- 水泳部
- 卓球部
- ラグビー部
- バスケットボール部
- バドミントン部
- 硬式テニス部

### 文化・科学系
- 吹奏楽部
- 美術部
- 放送部
- 図書部
- 自動車部
- ワープロ部
- メカトロ部
- MMC（マルチメディア・クリエーション）部
- 電気部
- IT競技部
- 新聞部
- JS・WAOH（Joho Spirit/Soul We Are One Heart)
- 書道部
- 演劇部
- 囲碁将棋部
- 軽音楽部
- ダンス部
- 家庭部
- 英語演習部
- 英語ディベート部
- 簿記部

### 同好会
- 漫画・アニメ研究会
- 園芸同好会
- ボランティア同好会
- eスポーツ同好会

## スクールバス
学校によるスクールバスが8路線設置されている。
- 南さつま線（笠沙始発伊作経由）
- 枕崎線（坊津始発川辺経由）
- 南九州線（枕崎別府始発知覧経由）
- 溝辺線（溝辺始発蒲生・吉田・吉野経由）
- 郡山線（入来峠始発西伊敷・玉里団地・紫原経由）
- 伊集院線（日置市伊集院町麦生田始発武岡経由）
- 日置線（日置市日吉町始発鹿児島市松元町経由）
- アリーナ線(鹿児島アリーナ始発鹿児島市田上・紫原経由)

## 寮
遠方出身者の生徒の為に、学寮がある。
- 男子寮…名称：プルミエール（1階〜3階は専攻科校舎・実習棟、4階以上が男子寮）
- 女子寮…名称：ソレイユ

寮希望者が定員から溢れた場合は、学校近くの下宿を学校から斡旋が受けられる。

## 不祥事
- 2017年4月 生徒の氏名・住所・電話番号・奨学金の貸与状況などの個人情報1,355人分が学校外部に流出し、インターネットサイトに掲載されていたことが判明した。[16]
- 2024年8月 男子バスケットボール部副顧問が運転するスクールバスが、バスケットボールの大会から学校に帰る途中、鹿児島市の南九州自動車道の鹿児島西インター付近で軽乗用車に追突し、そのはずみで軽乗用車がさらに前方の乗用車に衝突する玉突き事故を発生させた。現場は片側１車線の直線。当時は渋滞し、軽乗用車と乗用車は停止していた。高校の発表によると、男性副顧問は「前の車が止まったのに気付き、ブレーキを踏んだが、間に合わなかった」と証言し、栗毛野信一副校長は「このようなことが二度と起こらないよう指導を強化したい」とコメントした。[17][18]
- 2024年9月 教諭が授業中に生徒の額をホワイトボード用のマーカーで突き、出血を伴う擦り傷を負わせる体罰事件が発生。教諭は他生徒にも同様の体罰を行っていたことが調査により発覚した。[19]

## 関連人物
卒業生
- 東考三 - 元ラグビー選手。現在はNTTドコモレッドハリケーンズのFWコーチ。2010年度から2011年度までラグビー部顧問であった。
- 竪山将 - 柔道選手。
- 青柳麗美 - 柔道選手。
- 二木康太 - プロ野球選手。 2013年ドラフト会議にて千葉ロッテマリーンズより6位指名。
- 有馬優美 - 水球選手。
- 垂門奈々 - 女子ラグビー選手。

教員
- 小野将 - 体育科教員。元バスケットボール選手（レノヴァ鹿児島）。

## 交通アクセス
- 鹿児島市電谷山電停より徒歩約3分
- JR九州谷山駅より徒歩約3分